# Astomiopsis julacea
Astomiopsis julacea là một loài rêu trong họ Ditrichaceae. Loài này được Besch. K. L. Yip & Snider mô tả khoa học đầu tiên năm 1998.